# Yombiro
Yombiro är en ort i Guinea.   Den ligger i prefekturen Kissidougou och regionen Faranah Region, i den södra delen av landet, 400 km öster om huvudstaden Conakry. Yombiro ligger 639 meter över havet och antalet invånare är 14 340.
Terrängen runt Yombiro är kuperad österut, men västerut är den platt. Yombiro ligger uppe på en höjd. Runt Yombiro är det ganska glesbefolkat, med 30 invånare per kvadratkilometer. Det finns inga andra samhällen i närheten. I omgivningarna runt Yombiro växer huvudsakligen savannskog.